# Coupe de l'IHF masculine 1991-1992
Navigation
Coupe de l'IHF 1990-1991 Coupe de l'IHF 1992-1993
La Coupe de l'IHF 1991-1992 est la 11e édition de la Coupe de l'IHF, aujourd'hui appelée Ligue européenne.
Organisée par la Fédération internationale de handball (IHF), la compétition est ouverte à 27 clubs masculins de handball de fédérations européennes membres de l'IHF. Ces clubs sont qualifiés en fonction de leurs résultats dans leur pays d'origine lors de la saison 1990-1991.
Elle est remportée par le club allemand du SG Wallau-Massenheim, vainqueur en finale du club biélorusse du SKA Minsk selon la règle des buts marqués à l'extérieur.

## Présentation
En principe, les clubs vainqueurs de leur championnat national participent à la Coupe des clubs champions (C1) et ceux vainqueurs de leur coupe nationale participent à la Coupe des vainqueurs de coupe (C2).
Les clubs qui participent à cette compétition sont donc généralement ceux ayant terminé deuxième ou troisième de leur championnat national ou éventuellement les finalistes de leur coupe nationale.
Toutes les rencontres se déroulent en matchs aller-retour.
Cinq clubs sont exemptés du tour préliminaire, en lien avec l'édition précédente : 
- le RK Borac Banja Luka, en tant que vainqueur,
- le SKA Minsk, du fait de la présence en finale du club soviétique du CSKA Moscou,
- le HC Baník Karviná, du fait de la présence en demi-finale du ŠKP Bratislava
- le SG Wallau-Massenheim, du fait de la présence en demi-finale du TUSEM Essen,
- le CBM Alzira Avidesa, pour une raison inconnue.

## Résultats

### Tour préliminaire
| Équipe 1                  | Score    | Équipe 2                  | Aller | Retour |
| ------------------------- | -------- | ------------------------- | ----- | ------ |
| Vestel SK Manisa          | 46 – 40  | Hapoël Ramat Gan          | 23-17 | 23-23  |
| ZKS Wisła Płock           | 37 – 33  | Budapest Honvéd           | 23-16 | 14-17  |
| Vikingur Reykjavik        | 50E – 50 | Viking Stavanger          | 25-23 | 25-27  |
| Collège de Chypre         | 43 – 92  | FC Porto                  | 19-40 | 25-52  |
| Vlug en Lenig Geleen      | 38 – 40  | BSV Borba Lucerne         | 17-20 | 21-20  |
| HC Lyulin Sofia           | 42 – 54  | RK Proleter Zrenjanin     | 20-21 | 22-33  |
| CHEV Handball Diekirch    | 29 – 61  | Helsingør IF              | 13-35 | 16-26  |
| Sparta Helsinki           | 41 – 55  | Lugi Lund                 | 20-30 | 21-25  |
| Ionikós de Néa Filadélfia | 45E – 45 | CC Ortigia Siracusa       | 25-17 | 20-28  |
| HC Bruck                  | 41 – 36  | Dinamo Bucarest           | 25-17 | 16-19  |
| Sasja Anvers              | 34 – 51  | Girondins de Bordeaux HBC | 11-16 | 23-35  |

### Huitièmes de finale
Les résultats des huitièmes de finale sont :
| Équipe 1                  | Score    | Équipe 2              | Aller | Retour |
| ------------------------- | -------- | --------------------- | ----- | ------ |
| Vestel Manisa             | 41 – 65  | SG Wallau-Massenheim  | 24-29 | 17-36  |
| RK Borac Banja Luka       | 41 – 46  | ZKS Wisła Płock       | 23-23 | 18-23  |
| Vikingur Reykjavik        | 50 – 54  | CBM Alzira Avidesa    | 26-30 | 24-24  |
| FC Porto                  | 50E – 50 | HC Baník Karviná      | 27-21 | 23-29  |
| BSV Borba Lucerne         | 39 – 42  | RK Proleter Zrenjanin | 21-21 | 18-21  |
| Lugi Lund                 | 39 – 44  | Helsingør IF          | 23-21 | 16-23  |
| Ionikós de Néa Filadélfia | 54 – 55  | HC Bruck              | 25-22 | 29-33  |
| Girondins de Bordeaux HBC | 45 – 63  | SKA Minsk             | 24-32 | 21-31  |

### Quarts de finale
| Équipe 1             | Score   | Équipe 2              | Aller | Retour |
| -------------------- | ------- | --------------------- | ----- | ------ |
| SG Wallau-Massenheim | 49 – 43 | FC Porto              | 25-21 | 24-22  |
| ZKS Wisła Płock      | 37 – 51 | CBM Alzira Avidesa    | 15-27 | 22-24  |
| Helsingør IF         | 35 – 43 | RK Proleter Zrenjanin | 18-15 | 17-28  |
| HC Bruck             | 46 – 54 | SKA Minsk             | 21-32 | 25-22  |

### Demi-finales
| Équipe 1           | Score   | Équipe 2              | Aller | Retour |
| ------------------ | ------- | --------------------- | ----- | ------ |
| CBM Alzira Avidesa | 45 – 47 | SG Wallau-Massenheim  | 25-22 | 20-25  |
| SKA Minsk          | 58 – 46 | RK Proleter Zrenjanin | 30-27 | 28-19  |

### Finale
| Équipe 1  | Score    | Équipe 2             | Aller | Retour |
| --------- | -------- | -------------------- | ----- | ------ |
| SKA Minsk | 45 – 45E | SG Wallau-Massenheim | 23-25 | 22-20  |

Le club allemand du SG Wallau-Massenheim est déclaré vainqueur selon la règle des buts marqués à l'extérieur. À noter que le match « à domicile » du SKA Minsk a eu lieu à Lübeck en Allemagne.